# 3586 Vasnetsov
3586 Vasnetsov è un asteroide della fascia principale. Scoperto nel 1978 da Ljudmyla Vasylivna Žuravl'ova, presenta un'orbita caratterizzata da un semiasse maggiore pari a 2,4595471 UA e da un'eccentricità di 0,1170138, inclinata di 9,84624° rispetto all'eclittica.

## Nome
L'asteroide è stato così battezzato in onore dei due fratelli Viktor e Apollinarij Vasnecov.